# Bas-Warneton
Bas-Warneton (en néerlandais Neerwaasten, en picard Bas Varnetån) est une section de la commune belge de Comines-Warneton située en  Wallonie picarde dans la province de Hainaut, Bas-Warneton est un ancien territoire du Comté de Flandre.
C'était une commune à part entière avant la fusion des communes de 1977.

## Étymologie
1119 Basuuarnestum
Village en aval de Warneton, sur la Lys.
Effectivement d'un point de vue géographique mais qui n'est pas à l'origine du nom.
En 1119 le nom baswarnestum apparait une fois pour trois fois warnestum dans une version du texte et quatre fois warnestum dans une autre version du texte. Il s'agit d'une interpolation.
Le sens vient de 'inferior warnestum en 1184 et parochia minoris warnestumen 1197 soit le warneton inférieur ou plus petit. Le nom a été introduit après la création de la paroisse de Bas-Warneton par scission de celle de Warneton. Donc un Warneton plus petit par rapport à un Warneton plus grand.'

## Géographie
La Lys, frontière d'État depuis les traités d'Utrecht (1713), sépare Bas-Warneton de son homonyme française Warneton-Bas. Le village a une superficie de 642 ha. Il est séparé de Houthem et de Comines par le ruisseau du Kortekeer qui se jette dans la Lys. Une grande chaussée qui relier Comines à Warneton traverse le village. Un ravel le traverse parallèlement à cette chaussée, ancien chemin de fer reliant Comines à Armentières.

### Environnement
La Réserve naturelle du Vert Digue est un vaste espace située le long de la Lys, au sud de Bas-Warneton. La zone a été créée lorsque la Lys a été rendue navigable pour les navires jusqu'à 1350 tonnes. Cette canalisation coupa les déviations du lit de la rivière. Ces travaux ont été achevés en 1983. Une réserve naturelle de 26 hectares y est créée et contient des plans d'eau, des marais, des pâturages, des fourrés, etc. La biodiversité y est variée et l'isolement de l'espace permet à de nombreuses espèces d'oiseaux d'y nicher. Le domaine est toutefois accessible depuis la rive française. En effet, la particularité du lieu est que le tracé de la frontière suit l'ancien lit de la rivière. Il faut donc traverser un pont de la Lys afin de rejoindre le Vert Digue par l'un des chemins de promenades balisés.

## Évolution démographique
- Sources : INS, Rem. : 1831 jusqu'en 1970 = recensements, 1976 = nombre d'habitants au 31 décembre.
- 1920* : Décroissance importante de la population due aux dégâts causés par la Première Guerre mondiale

## Histoire
En 1976, des fouilles archéologiques sur le site de l'ancienne église Saint-Martin, à Bas-Warneton (sous l'actuel cimetière) révèlent un important matériel médiéval ainsi que des fragments d'époque gallo-romaine. Plusieurs fragments de meules y ont été trouvés dans les fondations de l'ancienne église. La réutilisation de matériel antique lors de la construction d'édifice au début du Moyen Âge a été observé dans d'autres sites de la région. Dans ce contexte de réutilisation, il n'a pas été possible de les dater avec précision.
Les premières mentions de Bas-Warneton ont lieu en 1114 lors de la cession de son autel sous lequel les parents de Jean Ier de Warneton étaient enterrés, laissant supposer qu'il pourrait être originaire de cette partie du territoire médiéval de Warneton. En 1119, il demande à l'Abbaye de Saint Bertin d'y fonder un prieuré. Une commanderie du Temple sera fondée en 1128 de l'autre côté de la Lys par Guillaume de Saint-Omer. Elle disparaitra en 1293. Un document issu des comptes de l'Abbaye de Saint-Bertin confirme la transition du prieuré en exploitation agricole affermée et représentée par un bailli.
Sous l'Ancien Régime, la paroisse de Bas-Warneton s'étendait donc de l'autre côté de la Lys au village de Warneton-Bas au sein de la seigneurie de Comines. En 1645, Bas-Warneton est détaché et érigé en fief tenu de Lille au profit de Pierre de Massiet.

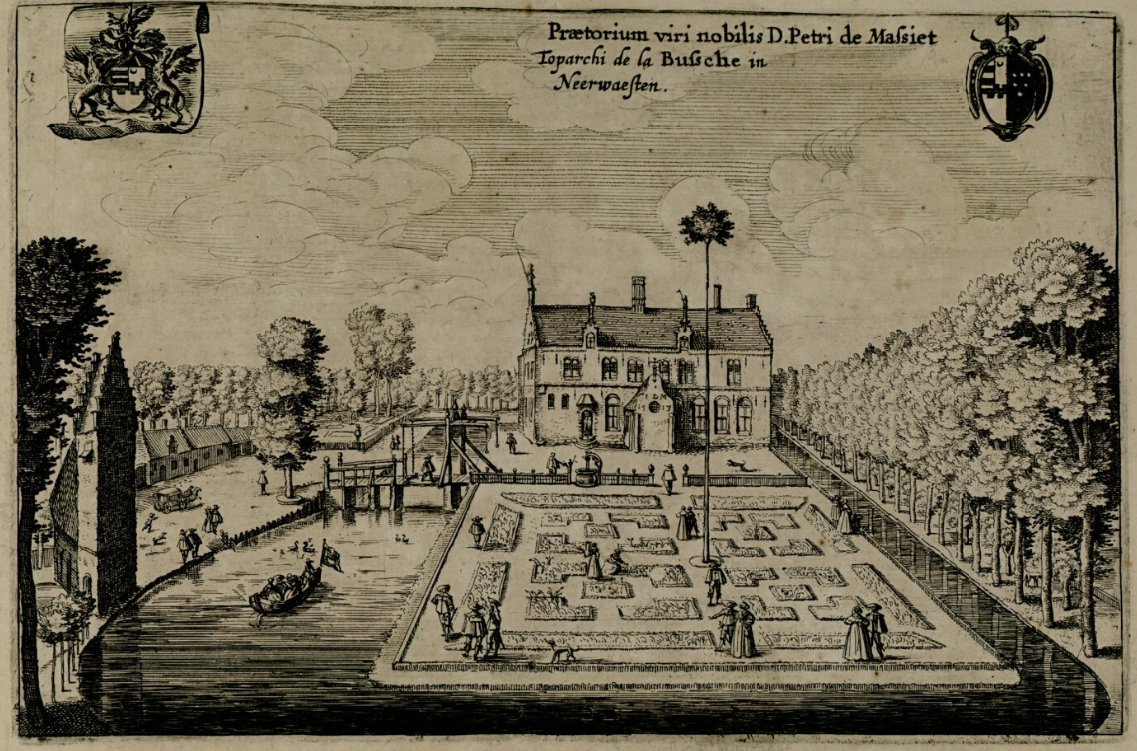
Ferme-château de La Bussche, Bas-Warneton.

Une ferme-château, probablement érigée au XVIe siècle, est visible dans la Flandria illustrata de Sanderus, parue en 1641. Il s'agit du lieu-dit La Bussche situé au nord de la route de Comines à Warneton.
L'ancienne église, édifiée au XVIe siècle, se trouvait à l'emplacement de l'actuel cimetière.
Dans la première moitié du XVIIIe siècle, Alexis-François II Frans (1701-1752) est seigneur de la Chapelle à Bas-Warneton. Fils d'Alexis-François Ier, seigneur de la Hamayde, bourgeois de Lille, conseiller procureur du roi à la Monnaie de Lille, et de Marie-Françoise de Rogier, il nait à Chelle-Molembay (Hainaut) en 1701, devient bourgeois de Lille le 17 mars 1738, bourgeois de Saint-Omer en 1739, conseiller secrétaire du roi en la chancellerie près le Parlement de Flandres, et meurt à Saint-Omer le 19 avril 1752. Il épouse à Lille le 19 janvier 1738 Marie-Joseph-Marguerite Lenglart, baptisée à Lille le 29 mars 1703, fille d'Hubert et de Marie-Madeleine Guidin.
Après la première guerre mondiale, la reconstruction modifie l'emplacement central du village le long de la route entre Comines et Warneton.
La commune fut transférée de la province de Flandre-Occidentale à celle de Hainaut en 1963. Depuis cette date ses habitants néerlandophones minoritaires bénéficient de facilités administratives.

## Patrimoine et culture

### Patrimoine architectural

#### Patrimoine Chrétien
Aujourd'hui intégrée au doyenné de Comines, la paroisse de Bas-Warneton a été créée en 1127 par Jean Ier de Warneton, évêque de Thérouanne. Plusieurs églises s'y succèdent au fil des siècles.

##### Édifices religieux
- Église Saint-Martin - Bâtiment de style Néo-roman, bâti après la destruction de l'église précédente durant la 1re guerre mondiale et inauguré en juillet 1927. La rosace de son transept Sud illustre un épisode de la vie de saint Martin. Sa statue de saint François d'Assise et ses deux cloches (dont la plus petite date de 1738) proviennent de la précédente église[9]. Avant 1914, l'église paroissiale s'élevait sur la rive gauche de la Lys, à 50 m de la rivière, à l'emplacement de l'actuel cimetière. Elle y avait été reconstruit en 1674. Après la première guerre mondiale, les plans déplaceront l'emplacement du centre de Bas-Warneton le long de l'axe routier[10].
- Chapelle Notre Dame de Groeninghe, située chaussée de Warneton.
- Chapelle Notre Dame de Lourdes, située chemin du prieuré, à l'entrée du cimetière.
- Chapelle Sainte Thérèse de Lisieux, situé chaussée de Warneton

##### Dévotion populaire
L'église Saint-Martin possède une relique de saint Christophe - depuis 1958, chaque 3e dimanche de juin, la confrérie de Saint-Christophe organise une bénédiction des véhicules et des usagers de la route. En 2019, 39 voitures, 3 motos, 2 vélos, 1 tracteur, 2 buggys et un camion se sont présentés sur la place de Bas-Warneton pour cette bénédiction traditionnelle.

##### Toponymie Chrétienne
- Chaussée de la Garde de Dieu.
- Chemin du Prieuré.
- Place Saint-Martin.

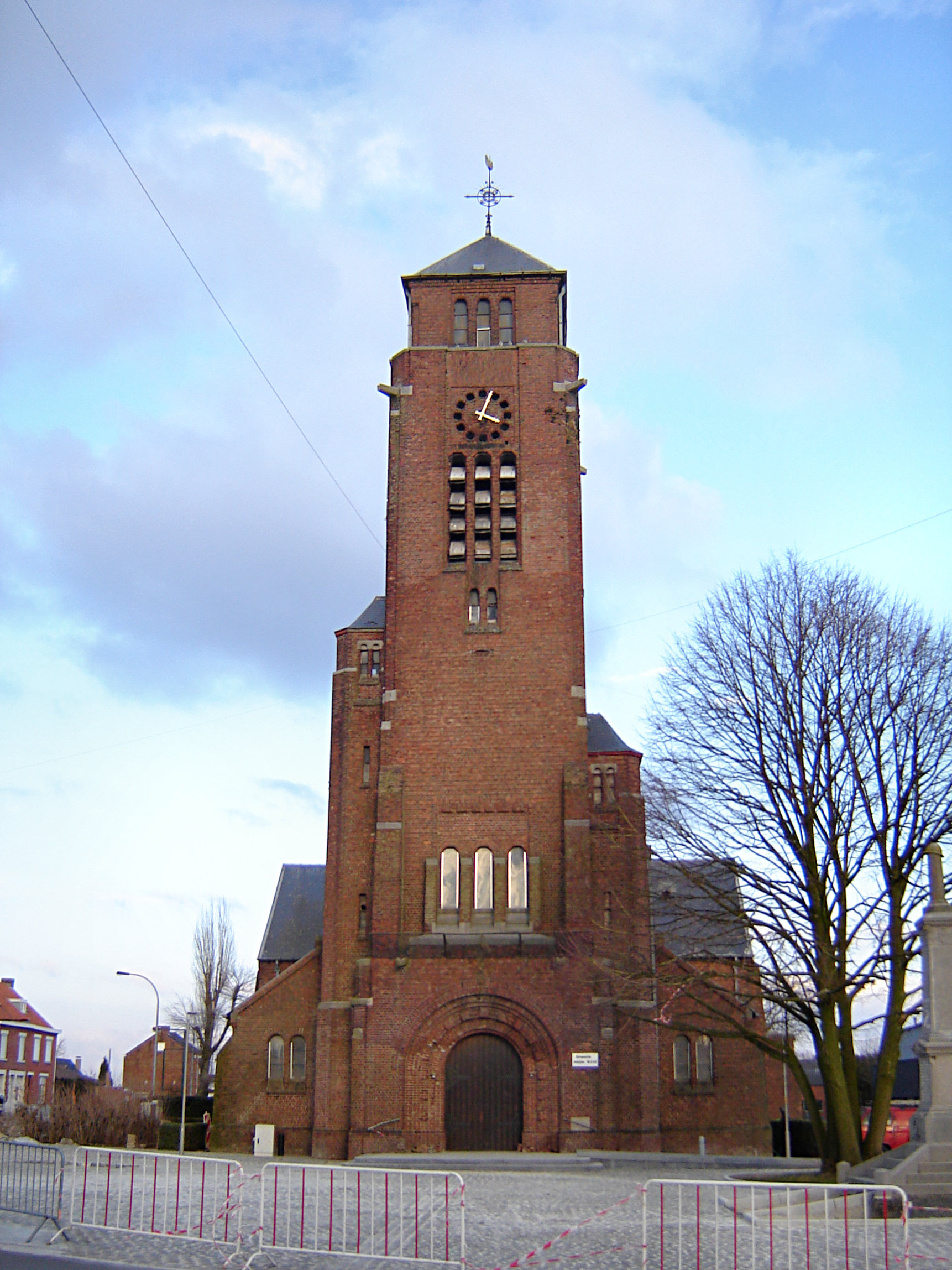
L'église Saint-Martin.
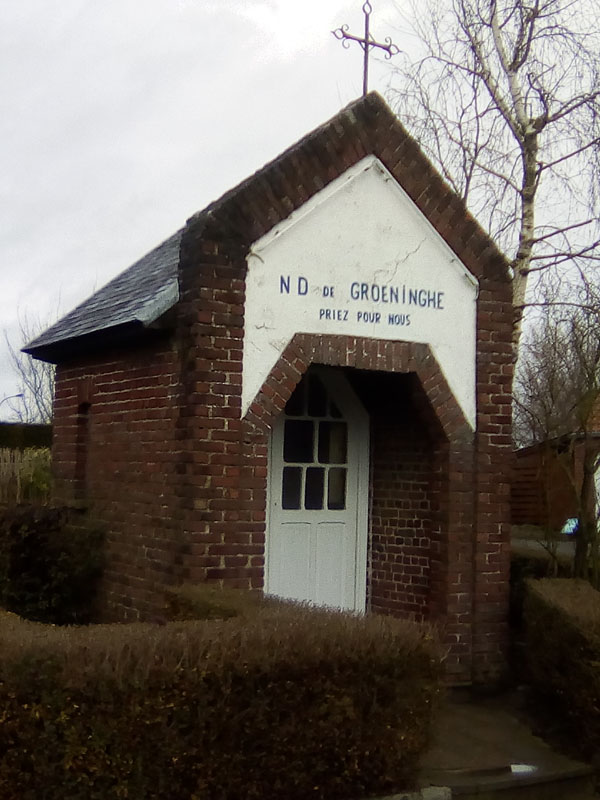
La Chapelle Notre-Dame de Groeninghe.
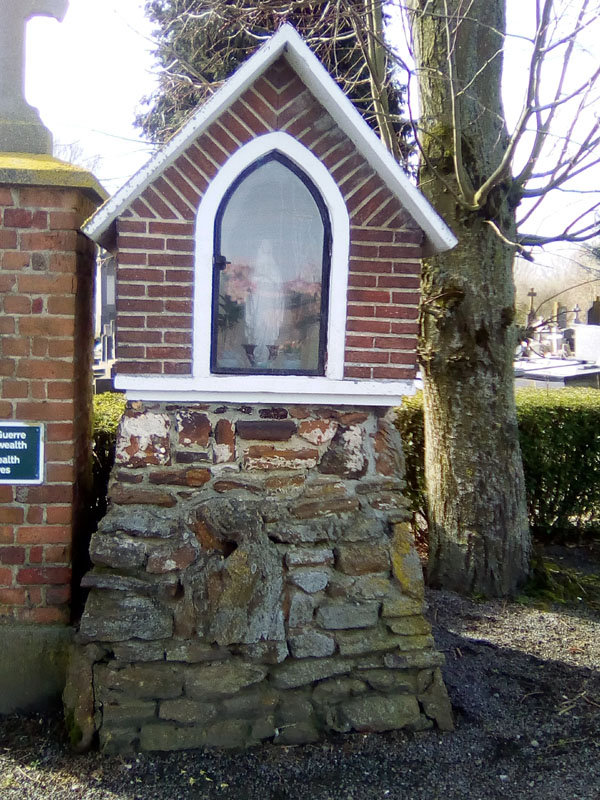
La chapelle Notre-Dame de Lourdes.
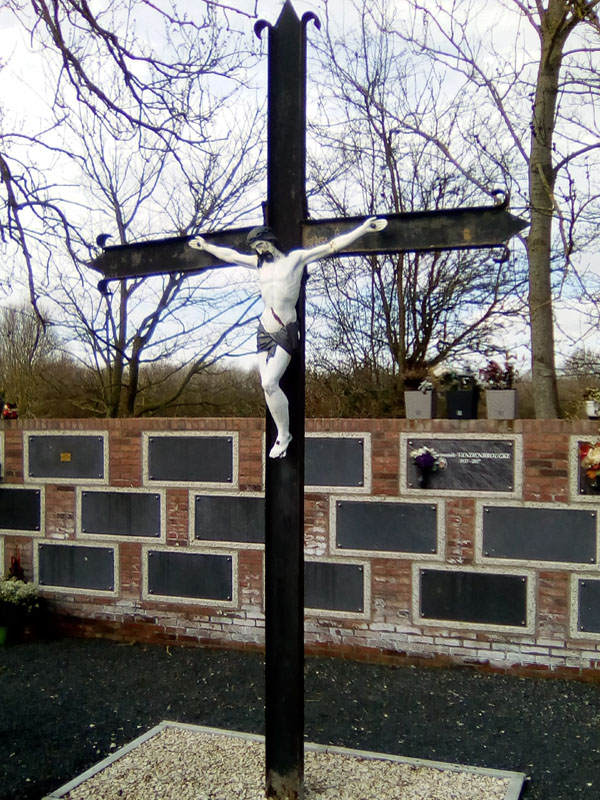
Le Calvaire du Cimetière.
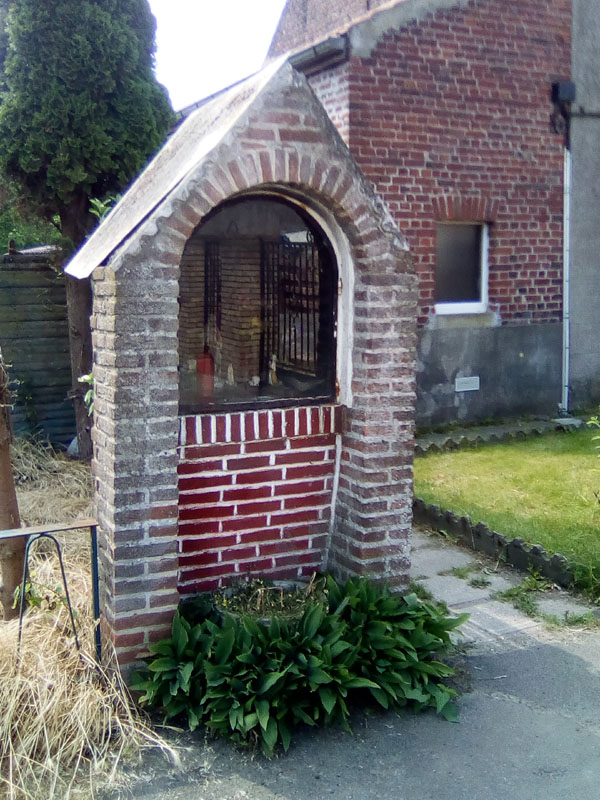
Chapelle Sainte-Thérèse de Lisieux.